# Cortez (Colorado)
Cortez es una ciudad ubicada en el condado de Montezuma en el estado estadounidense de Colorado. En el Censo de 2020 tiene una población de 8,766 habitantes y una densidad poblacional de 524,74 personas por km².

## Geografía
Cortez se encuentra ubicada en las coordenadas 37°20′59″N 108°34′36″O / 37.34972, -108.57667. Según la Oficina del Censo de los Estados Unidos, Cortez tiene una superficie total de 16.16 km², de la cual 16.09 km² corresponden a tierra firme y (0.43%) 0.07 km² es agua.

## Clima
De acuerdo a las condiciones del criterio de Köppen modificado Cortez tiene un clima de tipo BSk  (estepa fría).
| Parámetros climáticos promedio de Cortez en el periodo 1981-2010                                  | Parámetros climáticos promedio de Cortez en el periodo 1981-2010 | Parámetros climáticos promedio de Cortez en el periodo 1981-2010 | Parámetros climáticos promedio de Cortez en el periodo 1981-2010 | Parámetros climáticos promedio de Cortez en el periodo 1981-2010 | Parámetros climáticos promedio de Cortez en el periodo 1981-2010 | Parámetros climáticos promedio de Cortez en el periodo 1981-2010 | Parámetros climáticos promedio de Cortez en el periodo 1981-2010 | Parámetros climáticos promedio de Cortez en el periodo 1981-2010 | Parámetros climáticos promedio de Cortez en el periodo 1981-2010 | Parámetros climáticos promedio de Cortez en el periodo 1981-2010 | Parámetros climáticos promedio de Cortez en el periodo 1981-2010 | Parámetros climáticos promedio de Cortez en el periodo 1981-2010 | Parámetros climáticos promedio de Cortez en el periodo 1981-2010 |
| Mes                                                                                               | Ene.                                                             | Feb.                                                             | Mar.                                                             | Abr.                                                             | May.                                                             | Jun.                                                             | Jul.                                                             | Ago.                                                             | Sep.                                                             | Oct.                                                             | Nov.                                                             | Dic.                                                             | Anual                                                            |
| ------------------------------------------------------------------------------------------------- | ---------------------------------------------------------------- | ---------------------------------------------------------------- | ---------------------------------------------------------------- | ---------------------------------------------------------------- | ---------------------------------------------------------------- | ---------------------------------------------------------------- | ---------------------------------------------------------------- | ---------------------------------------------------------------- | ---------------------------------------------------------------- | ---------------------------------------------------------------- | ---------------------------------------------------------------- | ---------------------------------------------------------------- | ---------------------------------------------------------------- |
| Temp. máx. media (°C)                                                                             | 5.7                                                              | 7.7                                                              | 12.2                                                             | 16.9                                                             | 22.7                                                             | 28.7                                                             | 31.7                                                             | 30.1                                                             | 25.8                                                             | 18.9                                                             | 11.4                                                             | 5.8                                                              | 18.2                                                             |
| Temp. media (°C)                                                                                  | -1.6                                                             | 0.8                                                              | 4.8                                                              | 8.6                                                              | 13.9                                                             | 18.9                                                             | 22.6                                                             | 21.6                                                             | 17.1                                                             | 10.4                                                             | 3.9                                                              | -1.1                                                             | 10.1                                                             |
| Temp. mín. media (°C)                                                                             | -8.9                                                             | -6.1                                                             | -2.7                                                             | 0.3                                                              | 5.0                                                              | 9.2                                                              | 13.6                                                             | 13.1                                                             | 8.3                                                              | 1.9                                                              | -3.6                                                             | -8.1                                                             | 1.9                                                              |
| Precipitación total (mm)                                                                          | 22.4                                                             | 23.9                                                             | 26.4                                                             | 23.6                                                             | 21.1                                                             | 10.2                                                             | 32.5                                                             | 37.6                                                             | 39.4                                                             | 33.0                                                             | 26.9                                                             | 22.4                                                             | 313.3                                                            |
| Fuente: NCDC 1981-2010 Monthly Normals Cortez en el periodo 1981-2010(en) 18 de noviembre de 2012 |                                                                  |                                                                  |                                                                  |                                                                  |                                                                  |                                                                  |                                                                  |                                                                  |                                                                  |                                                                  |                                                                  |                                                                  |                                                                  |

## Demografía
Según el censo de 2010, había 8482 personas residiendo en Cortez. La densidad de población era de 524,74 hab./km². De los 8482 habitantes, Cortez estaba compuesto por el 79.19% blancos, el 0.39% eran afroamericanos, el 11.75% eran amerindios, el 0.85% eran asiáticos, el 0.02% eran isleños del Pacífico, el 4.47% eran de otras razas y el 3.32% pertenecían a dos o más razas. Del total de la población el 15.75% eran hispanos o latinos de cualquier raza.